# Ящірка Ліндгольма
Ящірка Ліндгольма (Darevskia lindholmi) — представник роду скельних ящірок родини Справжні ящірки. Ендемік України

## Опис
Загальна довжина досягає 20 см, значну частину складає досить довгий хвіст. Колір шкіри у самців коричнево—бурий, оливково—сірий, а у самиць — зелений. Голова помітно стиснута. Шов поміж лобоносовим і задньоносовим щитками не коротше шва між переднім й заднім носовими. Міжщелепний щиток зазвичай не торкається лобоносового. Між верхньоскронним й надочноямковим щитками є рядок з 3-24 зерняток. Перший верхньоскронний щиток помірно довгий, тупо обрізаний позаду. Центральноскронний щиток невеликий, середнього розміру або не виражений. Анальний щиток великий, попереду нього більш-менш симетрично розташовується 1, рідше 2 помітно збільшених преанальних.

## Спосіб життя
Полюбляють гірсько—степову місцевість, передгір'я, ліси у горах, зустрічається на морському узбережжі. Часто ховаються в ущелинах, серед каміння та у норах гризунів. Гарно пристосовується як до високих, так й низьких температур. Харчується двокрилими, прямокрилими, мурашками, метеликами, жуками, павуками.
Це яйцекладні ящірки. Самиця зазвичай відкладає до 5 яєць у червні. Молоді ящірки з'являються у серпні.

## Поширення
Це ендемік України. Зустрічається лише у гірські частині та південному узбережжі Криму. На узбережжі виходить біля Феодосії, Алушти, Судака й Карадагу.

## Історія відкриття і авторство
Тривалий час ящірку Ліндгольма не відрізняли від подібної та близькоспорідненої ящірки скельної, Darevskia saxicola (раніше відносили до роду Lacerta), поширеної переважно на Кавказі. У 1936 році Луїс Ланц і Отто Сірен запропонували розглядати кримські популяції як окремий підвид якщірки скельної і ввели для нього назву Lacerta saxicola lindholmi, на честь відомого дослідника фауни Криму Вільгельма Ліндгольма (1874—1935). Тому в багатьох джерелах авторство назви ящірки Ліндгольма помилково вказувалося як «Lantz & Cyrén, 1936». Однак запропонована назва у 1936 році не супроводжувалася жодним описом, що не робить її придатною згідно Статті 13.1 Міжнародного кодексу зоологічної номенклатури, тобто ця назва є nomen nudum і не може використовуватися з цим авторством. Тому коректним авторством для цього таксону є перше використання цієї ж назви, що супроводжувалося морфологічним описом, яке належить видатному українському герпетологу Миколі Щербаку. У 1962 році в статті «О систематике скальных ящериц (Lacerta saxicola Eversmann) Крыма и Северного Кавказа» Микола Щербак навів детальний опис ящірки Ліндгольма, показав її морфологічні відмінності та обґрунтував її виділення в окремий підвид, хоча і використовував при цьому назву «Lacerta saxicola lindholmi Lantz & Cyrén, 1936» з попереднім авторством. У 2000 році, після проведення перших молекулярно-генетичних досліджень, було показано, що ящірка Ліндгольма є окремим кримським видом. У всіх сучасних західних наукових публікаціях ящірка Ліндгольма розглядається лише як Darevskia lindholmi (Szczerbak, 1962) і тільки в деяких вітчизняних працях продовжує використовуватися помилкове авторство назви.